# Trea Turner
Trea Vance Turner (Boynton Beach, 30 giugno 1993) è un giocatore di baseball statunitense che gioca nel ruolo di interbase per i Philadelphia Phillies della Major League Baseball (MLB).

## Carriera

### Inizi e Minor League
I San Diego Padres scelsero Turner nel primo giro, come 13º assoluto, del draft 2014. Il 19 dicembre 2014 fu scambiato con i Washington Nationals in uno scambio a tre che coinvolse anche i Tampa Bay Rays.

### Major League
Debuttò nella MLB il 21 agosto 2015, al Nationals Park di Washington contro i Milwaukee Brewers. La sua prima valida la fece registrare il 3 settembre. Il suo 2015 si chiuse con una media battuta di. 225, con un fuoricampo e un punto battuto a casa (RBI).
Dopo avere iniziato la stagione 2016 nelle minor league, Turner fu richiamato nella MLB il 3 giugno 2016. Successivamente fu fatto giocare nel ruolo di esterno centro, in cui debuttò il 27 giugno Turner fu premiato come rookie del mese della National League sia ad agosto che a settembre. La sua annata si chiuse al secondo posto nel premio di Rookie dell'anno della National League dietro a Corey Seager.
Nel 2017, Turner tornò al suo naturale ruolo di interbase, dopo che il club acquisì Adam Eaton per giocare esterno centro e scambiò il precedente interbase titolare Danny Espinosa coi Los Angeles Angels of Anaheim. Il 25 aprile batté per la prima volta un ciclo. La sera successiva ne sfiorò un altro, mancandolo per un solo triplo. Il 29 giugno si fratturò una mano su un lancio di Pedro Strop dei Chicago Cubs, venendo inserito in lista infortunati.
Nel 2019 conquistò le World Series con i Nationals, battendo gli Houston Astros per quattro gare a tre.
Il 30 luglio 2021, i Nationals scambiarono Turner e Max Scherzer con i Los Angeles Dodgers per gli esordienti Josiah Gray e Keibert Ruiz e i giocatori di minor league Donovan Casey e Gerardo Carrillo. Turner (che nel frattempo fu convocato anche per l'All-Star Game) chiuse la regular season di quell'anno con la miglior media battuta (.328) di tutta la National League, oltre a guidare per il secondo anno di fila la classifica MLB di battute valide in stagione (195).

## Palmarès

### Club
- World Series: 1

Washington Nationals: 2019

### Individuale
- MLB All-Star: 1

2021
- Capoclassifica in media battuta: 1

NL: 2021 (.328)
- Capoclassifica in valide: 2

NL: 2020 (78), 2021 (195)
- Capoclassifica in basi rubate: 2

NL: 2018 (43), 2021 (32)
- Esordiente del mese: 2

NL: agosto e settembre 2016
- Giocatore della settimana: 1

NL: 3 ottobre 2021